# 封神榜 (虚构法宝)
《封神榜》是明代神魔小说《封神演义》中的关键法宝，由阐教、截教和人道三方共同制定，用于记录天界诸神的封神名册。由姜子牙负责执行，榜上共封三百六十五位正神，分为八类：雷、火、瘟、斗四部为上部，群星列宿、三山五岳、布雨兴云、善恶之神四部为下部。李靖、金吒、木吒、哪吒、杨戬、韦护、雷震子七位肉身成圣者则不在此列。

## 背景介绍
昆仑山玉虚宫中，阐教祖师元始天尊因门下弟子多染红尘，杀劫将临，遂闭宫止讲，不再传道。彼时天庭空虚，昊天上帝敕令十二仙首各归天庭，分理众司，然能者寥寥，三界渐现动荡。
适逢人间商周易代，商朝气数已尽，周室即将兴起。为整肃三界纲纪，三教协商，共定封神之事——阐教、截教与人道三方合力，立下封神榜，编列三百六十五位正神，分属八部：上四雷、火、瘟、斗，下四群星列宿、三山五岳、布雨兴云、善恶之神。
封神者有忠臣义士，有仙道未成转归神位者；或根基深厚者得登仙品，或机缘浅薄者归于人道。尊卑有序，死生有命，皆随天数安排，不容妄改。姜子牙奉命下山，由南极仙翁授予封神榜与打神鞭，在岐山建封神台，榜文悬挂，广纳英魂。凡商周战亡将士、殉国忠魂，皆由柏鉴持百灵幡引至台前，依功行封列神职，掌管天纲，明察善恶，守护三界。